# Nocera dei Pagani
(Giovan Battista Pacichelli, Il Regno di Napoli in prospettiva)
Nocera dei Pagani o Nuceria Paganorum è il nome con cui era conosciuta in passato, tra XVI secolo e il 1806, una civitas che comprendeva un'ampia porzione dell'agro nocerino, formata da 5 attuali comuni: Nocera Inferiore, Nocera Superiore, Pagani, Sant'Egidio del Monte Albino e Corbara.

## Il territorio
Questi comuni ricadono in una parte di quello che fu il territorio di Nuceria Alfaterna in epoca tardo-antica.
La città aveva in passato dominato la piana del Sarno, estendendo i suoi possedimenti fino a Stabia e Pompei.

## Storia e amministrazione
La prima attestazione del nome Nocera dei Pagani risale al XVI secolo ed è dovuta all'importanza che ricopre, a Cortimpiano, nucleo medioevale della odierna Pagani e da cui ne deriverebbe il nome, la famiglia Pagano. I Pagano ebbero in concessione la signoria del borgo di Cortimpiano, e iniziò ad essere identificato come il "casale de li Pagani". La famiglia diventò sempre più importante, tanto che Nocera dei Cristiani cambiò nome in Nocera dei Pagani.

### Le università
La civitas era divisa in due dipartimenti, denominati Nocera Soprana (di cui facevano parte i casali che col tempo avrebbero dato origine alle odierne cittadine di Nocera Inferiore e Nocera Superiore) e Nocera Sottana, di cui fecero parte le università (il termine università in epoca medievale era l'equivalente dell'odierno comune) di Sant'Egidio, Pagani e Corbara.
Università di Nocera Soprana:
- Università di Nocera Corpo
- Università di Pucciano
- Università dei Tre Casali
- Università di San Matteo
- Università di Sperandei

Università di Nocera Sottana:
- Università di Barbazzano
- Università di Pagani
- Università di Sant'Egidio
- Università di Corbara

### L'ordinamento amministrativo delle università

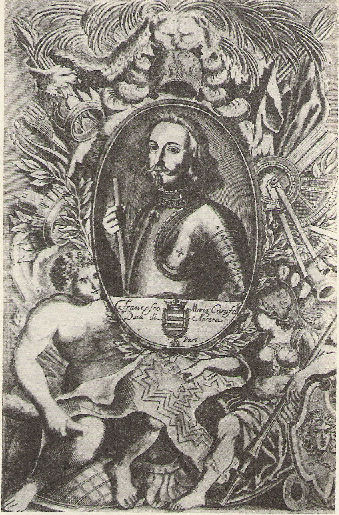
Francesco Maria Carafa, duca di Nocera.

Amministrativamente le singole università, pur facendo parte della confederazione, godevano di una loro autonomia politica ed economica, disponendo di sindaci, parlamenti, magistrati particolari.
Tuttavia gli abitanti maschi e maggiorenni ogni anno, nel mese di agosto, nel corso di un'assemblea pubblica tenuta nei parlamenti universali eleggevano un proprio sindaco particolare e due o più eletti (assimilabili agli attuali assessori), oltre ad altri magistrati con funzioni varie, come i razionali (revisori dei conti).
Nel corso di una diversa assemblea, gli abitanti di Nocera Sottana eleggevano poi un sindaco universale, che, insieme con gli altri due sindaci universali eletti da Nocera Soprana, formava una sorta di triumvirato, cui era affidato il compito di occuparsi delle problematiche comuni a tutta la confederazione.
Ogni singola università ebbe un suo proprio demanio, costituito da case, terre coltivate o boschi. Accanto ad esso esisteva, però, il demanio comune della città, che era formato soprattutto da selve e boschi che ricoprivano una parte notevole del territorio.

### Stemma
Lo stemma di Nocera dei Pagani consisteva in uno scudo riportante un albero di noce sradicato. È all'origine diretta degli stemmi di Nocera Superiore e di Nocera Inferiore e indiretta di quelli di Pagani e di Sant'Egidio del Monte Albino.

### Illodo Baldini
I rapporti giuridici ed economici tra le diverse componenti della città erano regolati da una sorta di carta costituzionale, il lodo Baldini, redatto nel 1598 dal vescovo e giurista monsignore nocerino Carlo Baldini, arcivescovo di Sorrento. Nel lodo il numero dei sindaci universali viene fissato a tre: due per Nocera Soprana, ed uno per Nocera Sottana.

### Imusici nocerini
Erano chiamati "musici militari" i tamburini che portavano il tempo nelle battaglie. Nell'elezione dei sindaci universali ed in occasioni ufficiali i tamburini, o "musici nocerini", erano accompagnati dai "chiarinisti" (anch'essi militari che davano tempo alla musica), dagli sbandieratori, gli alfieri che sventolavano e alzavano le bandiere con acrobazie e, solitamente, da una schiera di armigeri (una parte formata da componenti della guardia ducale, un'altra da componenti del regio esercito). I tamburini erano divisi in rullante, timpano, imperiale e battitore. Infine c'erano i due "gonfalonieri". Il primo portava il gonfalone del ducato di Nocera dei Pagani, l'altro seguiva portando il gonfalone dell'università.
Questo particolare corpo militare, residente negli edifici della curia vescovile, prestò servizio in città fino alla fine del XVII secolo, allorché il vescovo di Nocera, Sebastiano Perissi, con un editto bandì ufficialmente i militari dalla curia, favorendo dunque una sommossa popolare che lo allontanò dalla città. L'episodio è localmente ricordato come la cacciata degli sbandieratori.

### I duchi

#### I Carafa

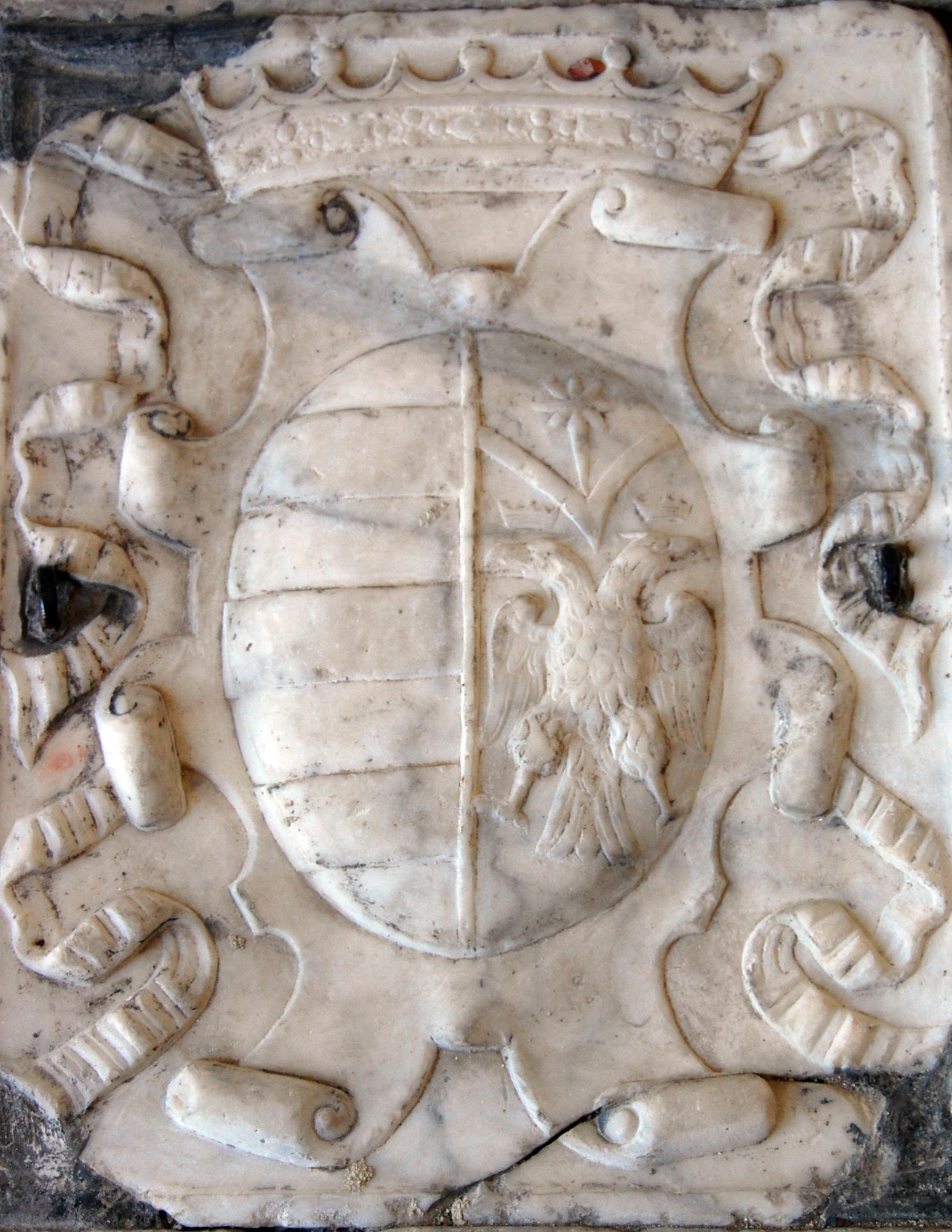
Stemma della famiglia Carafa - Castriota Scanderbeg.

Nel ‘500, col titolo di duchi la tennero i Carafa, cui seguirono i Castel Rodrigo e i Pio di Savoia, fino l'abolizione del regime feudale nel 1806.
Tiberio Carafa acquistò la città nel 1521 per 50.000 ducati. Tiberio, marito di Girolama Borgia (nipote di Alessandro VI), restò duca fino al 1527, anno della sua morte.
Il titolo passò nelle mani di Ferdinando (o Ferrante I) Carafa, che sposò Eleonora Isabella Concublet. Alla morte di Ferdinando, il 25 maggio 1558, divenne duca il figlio, Alfonso Carafa. Sposato con Giovanna Castriota Scanderbeg, morì nel 1581, e fu sepolto nella chiesetta del convento di Sant'Andrea. Sul monumento funerario a lui dedicato campeggia lo stemma della famiglia Carafa - Castriota Scanderbeg.
Alla sua morte il ducato passò nelle mani del figlio, Ferdinando II Carafa. Sposato con Anna Clarice Carafa, fu amico di Torquato Tasso, il quale gli dedicò una delle Rime d'occasione e d'encomio (la 1411). Morì l'11 settembre 1593 lasciando in eredità titolo e palazzo al figlio.
Francesco Maria Carafa, che ebbe due mogli: Anna Pignatelli e Giovanna Ruffo; morì il 16 luglio 1642.
Gli successe Francesco Maria Domenico Carafa. Sposato con Maria Ruffo, fu l'ultimo dei Carafa a tenere Nocera. Morì nel 1647.
In quell'anno la città tornò per breve tempo nel Regio Demanio e la Corona.

#### I Castelrodrigo

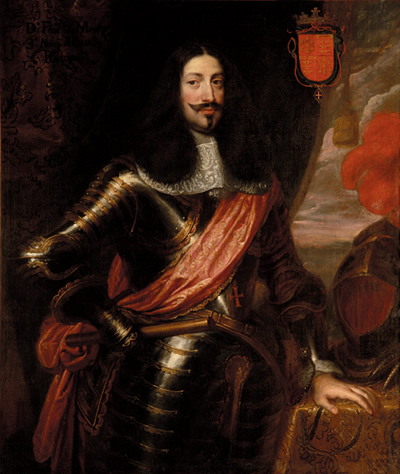
Francisco de Moura, duca di Nocera.

Il titolo ducale fu ri-creato dal re di Spagna Filippo IV d'Asburgo il 10 agosto 1656 e nel 1660 Nocera passò a nuovi signori, i Castelrodrigo, che la terranno fino al 1707, ai quali seguiranno, fino al 1806, i Pio di Savoia.
I Castelrodrigo raramente misero piede in città, governandola da lontano, nonostante i cittadini fossero sempre attenti ai loro duchi, supportandoli con veglie di preghiera e festeggiandone i matrimoni.
Il primo duca spagnolo di Nocera fu Francisco de Moura y Corterreal y Melo († nel 1675), già terzo marchese di Castel Rodrigo e secondo conte de Lumiares, nonché viceré di Sardegna, e poi anche viceré di Catalogna e governatore dei Paesi Bassi spagnoli. Sposò Anna Moncada d'Aragona, figlia di Antonio Moncada d'Aragona, quarto duca di Montalto, quinto duca di Bivona; e di Juana de la Cerda, figlia di Juan de la Cerda y Aragón sesto, duca di Medinaceli.
Gli successe la figlia: Eleonora de Moura y Moncada de Aragón († nel 1707), seconda duchessa di Nocera, quarta marchesa di Castel-Rodrigo, terza contessa de Lumiares.
Eleonora si sposò prima con Anielo de Guzmán y Carafa, figlio di Ramiro Núñez de Guzmán, secondo duca di Medina de las Torres, secondo marchese di Toral, conte di Arzarcóllar; e di Ana Carafa, settima duchessa di Mondragone. Non ebbe figli.
Successivamente prese come marito Carlos Homodei y Lasso de la Vega, secondo marchese di Valdesaz de los Oteros. Il figlio nato da questo secondo matrimonio morì molto piccolo.
Alla sua morte, nel 1706, le subentrò la sorella Juana de Moura y Moncada de Aragón, terza duchessa di Nocera, quinta marchesa di Castel Rodrigo, quarta contessa de Lumiares, la quale si era sposata in prime nozze con Giberto I Pio di Savoia, secondo principe di San Gregorio; poi con Domenico Contarini, patrizio di Venezia.
Quando tuttavia, nel 1707, nel quadro della guerra di successione spagnola, le truppe austriache occuparono il regno di Napoli, Giovanna, seguendo le orme del figlio maschio primogenito Francesco Pio di Savoia, mariscal de campo dell'esercito borbonico, rifiutò di prestare giuramento al nuovo sovrano austriaco di Napoli, l'imperatore Carlo VI d'Asburgo. Per questo motivo fu accusata di fellonia e spogliata di tutti i suoi feudi, compresa Nocera.

#### I Pio di Savoia
Nel 1709 il figlio minore di Giovanna, Luigi, che aveva invece fin dall'inizio aderito al partito asburgico e combatteva nelle file dell'esercito austriaco, fu investito dei titoli che erano stati sottratti alla madre a al fratello primogenito Francesco. Egli rimase duca di Nocera fino al 1735, quando gli sviluppi della guerra di successione polacca determinarono un'inversione della situazione dinastica del regno di Napoli. L'anno precedente, infatti, cacciate le truppe austriache, l'infante di Spagna Don Carlos di Borbone era stato proclamato re di Napoli, il che creò le condizioni per l'annullamento degli atti che avevano spossessato Giovanna nel 1707 e per il reintegro dei titoli a lei sottratti all'interno del maggiorasco della famiglia Pio di Savoia, in capo a Giberto II, unico erede maschio del defunto primogenito Francesco. Luigi, che pure aveva ottenuto dall'imperatore un ormai inutilizzabile diploma di primogenitura, non cercò in alcun modo di opporsi, essendo fra l'altro Giberto il suo unico nipote ed erede legittimo.
Giberto II Pio di Savoia (o sarebbe meglio ormai dire, Gisberto II Pío de Saboya y Spínola) fu il quinto duca di Nocera, settimo marchese di Castel Rodrigo, sesto conte di Lumiares, sesto marchese di Almonacid de los Oteros. Sposò María Teresa de la Cerda y Téllez-Girón, figlia di José María de la Cerda Manrique de Lara, quarto marchese della Laguna de Camero Viejo, dodicesimo conte di Paredes de Nava.
Rimasto senza figli maschi ed in vigenza del diritto successorio spagnolo, lasciò i suoi titoli alla sorella maggiore: Isabella Pio di Savoia (Isabel María Pío de Savoia y Moura; 1719 – 1799), sesta duchessa di Nocera, ottava marchesa di Castel Rodrigo, settima contessa de Lumiares, quinta marchesa de Almonacid de los Oteros. Si sposò con Manuel de Velasco y López de Ayala, tredicesimo conte di Fuensalida, sesto conte di Colmenar de Oreja. Non ebbe eredi. In seconde nozze sposò Antonio José Valcárcel y Pérez Pastor. Morì nel 1799 lasciando il feudo di Nocera alla famiglia del marito.
Furono secoli, soprattutto al tempo del Vicereame spagnolo, assai difficili e funestati da guerre, pestilenze, eruzioni vesuviane, terremoti, alluvioni, a cui però gli abitanti seppero sempre reagire con grande vitalità.

#### Successione dei duchi
Carafa
- I Tiberio Carafa, 1521 - † 1527
- II Ferdinando I Carafa, 1527 - † 25 maggio 1558
- III Alfonso Carafa 1558 - † 1581
- IV Ferdinando II Carafa, 1581 - † 11 settembre 1593
- V Francesco Maria Carafa, 1593 - † 16 luglio 1642
- VI Francesco Maria Domenico Carafa, 1642 - † 1648

Castelrodrigo
- VII Francisco de Moura 1660 - † 1675
- VIII Eleonora de Moura 1675 - † 1706
- IX Giovanna de Moura 1707 - 1707

Pio di Savoia
- X Luigi Pio di Savoia 1709 - 1735
- XI Giberto II Pio di Savoia 1735 - † 1776
- XII Isabella Pio di Savoia 1776 - † 1799

### La soppressione
Questo modello piuttosto avanzato di governo durò fino al cosiddetto decennio francese, quando il Regno delle Due Sicilie cadde sotto la dominazione napoleonica.
Il 18 ottobre 1806, infatti, con la legge n. 211, il re di Napoli, Giuseppe Bonaparte, abolì gli Antichi Regimenti Municipali e, quindi, anche la civitas Nuceria con le sue università, in sostituzione delle quali ed in analogia con quanto era previsto nell'ordinamento amministrativo francese, nacquero cinque comuni: Nocera San Matteo (che associò le Università di San Matteo, Tre Casali e Sperandei), Nocera Corpo, Pagani, Sant'Egidio del Monte Albino e Corbara.
Le due Nocera si riunificarono nel 1834, formando il comune di Nocera. La scissione definitiva si ebbe nel 1851, quando si divisero in Nocera Inferiore e Nocera Superiore a causa di divergenze terriere. La divisione tra le due città correva allora e segue tutt'oggi, il percorso delle mura occidentali dell'antica Nuceria Alfaterna.
Nel 1853 gli stessi proprietari terrieri che avevano chiesto l'autonomia per Nocera Superiore, a causa dell'importanza e della floridità economica che avevano acquisito i villaggi inferiori, chiesero la riunificazione, resa necessaria dalla incapacità del Comune a far fronte ai suoi obblighi finanziari. Tuttavia queste non avvenne mai.
Fino al 1986 il nome Nocera dei Pagani è rimasto per indicare la diocesi nocerina.